# Pygostrangalia
Pygostrangalia is een kevergeslacht uit de familie van de boktorren (Cerambycidae). De wetenschappelijke naam van het geslacht werd voor het eerst geldig gepubliceerd in 1954 door Pic.

## Soorten
Pygostrangalia omvat de volgende soorten:
- Pygostrangalia brevioripennis Pic, 1955
- Pygostrangalia castaneonigra (Gressitt, 1935)
- Pygostrangalia gialaii (Murzin, 1988)
- Pygostrangalia kurodai Hayashi, 1976
- Pygostrangalia kwangtungensis (Gressitt, 1939)
- Pygostrangalia medvedevi (Murzin, 1988)
- Pygostrangalia semilateralis (Pic, 1955)
- Pygostrangalia silvestrii (Tippmann, 1955)
- Pygostrangalia tienmushana (Gressitt, 1939)
- Pygostrangalia vittaticollis (Pic, 1926)